# باتريك بيتمان
باتريك بيتمان شخصية خيالية أنشأها الروائي بريت إيستون إليس. إنه بطل رواية شرير وسرد لرواية بريت إليس لعام 1991 بعنوان المختل الامريكي وقام بدوره كريستيان بيل في فيلم عام 2000.  عن رجل ثري ومادي مصرفي مسثمر في وول ستريت يعيش حياة سرية كقاتل متسلسل. كما ظهر بيتمان لفترة وجيزة في روايات بريت إليس الأخرى وفيلمها وتعديلاتها المسرحية.

## السيرة الذاتية والملف الشخصي
بيتمان، في بداية المختل الأمريكي ، هو متخصص في عمليات الادماج والاستحواذ يبلغ من العمر 27 عامًا في في شركة الاستثمار الخيالية في وول ستريت بيرس آند بيرس (أيضًا شركة شيرمان مكوي في The Bonfire of the Vanities ) ويعيش في 55 غرب الشارع 81، الجانب الغربي الشمالي لمنهاتن في الطابق الحادي عشر من مبنى الحدائق الأمريكية (حيث كان جارًا للممثل توم كروز). ومع ذلك، في حياته السرية، بيتمان قاتل متسلسل يقتل مجموعة متنوعة من الناس، بما في ذلك الزملاء والمشردين والعاملين في مجال الجنس. جرائمه - بما في ذلك الاغتصاب، والتعذيب، ومجاراة الموتى، وأكل لحوم البشر - موصوفة بيانيا في الرواية.
بحلول نهاية الرواية، يعتقد أنه على وشك أن يتم القبض عليه لقتله زميلًا اسمه بول ألين وترك رسالة على جهاز الرد على محاميه يعترف بجرائمه. عندما التقى بمحاميه في إحدى الحفلات، يخطئ الرجل في خطأه لشخص آخر ويخبره أن الرسالة كانت مزحة، لأنه التقى بألين قبل أيام فقط. يدرك بيتمان أن العقوبة والسمعة السيئة التي يريدها ستكون بعيدة عن متناوله إلى الأبد، وأنه محاصر في وجود لا معنى له: «هذا ليس مخرجًا».

## شخصية
كما كتب بوساطة بريت إليس ، بيتمان هي صورة نمطية مطلقة، للجشع المترف؛ الثراء والغرور والإدمان على الجنس والمخدرات والاستهلاك التفاخري. كل أصدقائه يتشابهون معه، لدرجة أنهم غالبًا ما يخلطون بين بعضهم البعض؛ وبينه وبين الآخرين أيضًا. يسعد بيتمان بالتفاصيل الهائلة لكل سمة من سمات أسلوب حياته من الطبقة العليا تقريبًا، بما في ذلك ملابس المصممين، وروتين التمارين، وبطاقات العمل، والمشروبات الكحولية، ونظام صوت الاستريو والمسارح المنزلي المتطور. إنه مخطوب لامرأة ضحلة ثرية بنفس ثرائه، تدعى إيفلين ويليامز. لديه عشيقة تدعى كورتني لورانس، صديقة زميل يكرهها، لديها علاقات منتظمة مع البغايا والنساء اللواتي يصادفهن في النوادي، وكثير منهن ينتهي بهن الأمر ضحاياه. المرأة الوحيدة (وربما الشخص الوحيد) في حياته التي لديه أي شيء يقترب من المشاعر هي سكرتيرته، جان. إنه يشعر أنها الشخص الوحيد في حياته الذي ليس سطحيًا تمامًا، لذلك لا يمكنه إغواءها أو قتلها. يعترف بها عرضًا على أنها «جين، سكرتيرتي التي تحبني» ويقدمها في السرد كشخص «من المحتمل أن ينتهي به الأمر في الزواج يومًا ما».
على الرغم من ثروته ومكانته الاجتماعية العالية، يعاني بيتمان من مشاعر القلق وقلة احترام الذات. يقتل العديد من ضحاياه لأنهم يجعلونه يشعر بأنه غير لائق، عادة لان ذوقهم أفضل منه. يكرهه الآخرون أيضًا - يسخر منه أصدقاؤه على أنهم «ابن الجيران»؛ يشير إليه محاميه على أنه «متملق دموي... وودي ذو أنف بني»؛ وغالبًا ما يرفضه الأشخاص خارج دائرته الاجتماعية باعتباره «قمامة تفاخر».
يقتل بيتمان بشكل عشوائي إلى حد ما، مع عدم وجود نوع مفضل من الضاحيا، ويستهدف إلى حد ما أي امرأة ورجل يعترض طريقه، ولا توجد طريقة قتل ثابتة أو مفضلة. طوال الرواية، كان يقتل الرجال والنساء والحيوانات، ويقتل طفلاً في أحد المرات. يقتل بيتمان النساء في الغالب من أجل المتعة الجنسية السادية، غالبًا أثناء ممارسة الجنس أو بعدها مباشرة. يقتل الرجال لأنهم يضايقونه أو يضايقونه أو يجعلونه يشعر بالنقص. في حالة الطفل، رغب بيتمان في معرفة ما إذا كان سيستمتع بها لكنه وجدها غير مرضية لأن وفاة الطفل لن تؤثر على العديد من الأشخاص مثل البالغين. بشكل دوري، يعترف بجرائمه لأصدقائه وزملائه في العمل وحتى الغرباء تمامًا («أحب تشريح الفتيات، هل تعلم أنني مجنون تمامًا») فقط لمعرفة ما إذا كانوا يستمعون بالفعل إليه. إما لأنهم لا يفعلوا، أو يعتقدون أنه يمزح.

## خارجالمختل الأمريكي
ظهر بيتمان لأول مرة في رواية بريت إليس عام 1987 بعنوان قواعد الجاذبية (حيث كان شقيقه شون هو البطل)؛ لا يوجد ما يشير إلى أنه قاتل متسلسل. كما ظهر بيتمان لفترة قصيرة في رواية بريت إليس عام 1998 جلاموراما ، مع وجود «بقع غريبة» على طية صدر سترة بدلة أرماني.
ظهر بيتمان أيضًا في رسائل البريد الإلكتروني American Psycho 2000 ، والتي تمت كتابتها كحملة إعلانية للفيلم. على الرغم من أنها غالبًا ما تُنسب إلى بريت إليس عن طريق الخطأ، إلا أنها تمت كتابتها فعليًا بواسطة مؤلف واحد أو أكثر لم يتم الكشف عن أسمائهم ووافق عليها بريت إليس قبل إرسالها. خدم American Psycho 2000 كنوع من «التكملة الإلكترونية» للرواية الأصلية. تم إرسال رسائل البريد الإلكتروني في عام 2000، أي ما يزيد قليلاً عن عقد من الزمان منذ الرواية. يخضع بيتمان للعلاج النفسي مع الدكتور م. وهو متزوج أيضًا من سكرتيرته السابقة جين. لديهم ابن، باتريك بيتمان جونيور (PB)، يبلغ من العمر ثماني سنوات. في القصة، يتحدث بيتمان عن العلاج، ومحاولة الحصول على الطلاق من جان، وتجدد مشاعره حول القتل، وتعبد ابنه. في النهاية، تم الكشف عن أن بيتمان «الحقيقي»، الذي «يكتب» رسائل البريد الإلكتروني، هو صاحب الشركة المنتجة للفيلم.

## في الفيلم، على خشبة المسرح والشاشة
على الرغم من أن كريستيان بيل كان الخيار الأول من جانب كل من بريت إليس وهارون، إلا أن الدور أسعده بعد أن أخبره وكيله أن الدور سيكون «انتحارًا مهنياً»، فقد عرض المنتجون أيضًا الدور على أمثال كيانو ريفز، إدوارد نورتون وبراد بيت. تم تعيين ليوناردو دي كابريو للعب الشخصية، لكن بريت إليس (كما هو موضح في قرص DVD النفسي الأمريكي) قرر أنه سيظهر صغيرًا جدًا في العمر، خاصة بعد ظهوره في تيتانيك مباشرة. بالإضافة إلى ذلك، اعتقد مديروه أن الدور «عنيف جداً» ويمكن أن يضر بمسيرته المهنية. كما قام ديشن ثورمان، شقيق أوما ثورمان، بتصوير شخصية بيتمان في الفيلم الوثائقي هذا ليس خروجًا: العالم الخيالي لبريت إيستون إليس . لعب مايكل كريمكو دور بيتمان في التكملة المستقلة المجنون الأمريكي 2 ، حيث قُتلت الشخصية على يد ضحية محتملة. بصرف النظر عن الشخصية التي تظهر في الفيلم، فإن التكملة لا علاقة لها بالفيلم السابق وقد استنكره بريت إليس.

## التسلسل الزمني
- 23 أكتوبر 1960: ولد باتريك بيتمان.[11]  ]
- 1980: تخرج بيتمان من أكاديمية فيليبس إكستر.
- 1984: تخرج بيتمان من جامعة هارفارد.
- 1985: أجرى بيتمان نقاشًا قصيرًا مع شقيقه المنفصل شون حول مستقبله.
- 1986: تخرج بيتمان من كلية هارفارد للأعمال.
  - من وقت تخرجه، وحتى نهاية American Psycho ، يعمل بيتمان في Pierce & Pierce.
- ج. 1996: ظهر بيتمان في نادي فيكتور في جلاموراما مع «بقع غريبة» على بدلته.
- 2000: بيتمان يدخل العلاج مع دكتور إم.هذا يظهر في رسائل البريد الإلكتروني American Psycho 2000 . في رسائل البريد الإلكتروني هذه، طلق جان، التي تزوجها منذ خمس سنوات على الأقل، والتي أنجب منها ابنًا. أسس شركته الخاصة للسمسرة ويبدو أنه أصبح أكثر ثراء مما كان عليه في الرواية الأصلية. أذواقه أكثر دقة. يبدو أن ميوله (أو أفكاره) القاتلة قد هدأت قليلاً مع ولادة ابنه وتراجعت مع تقدمه في السن، لكنها لم تختف تمامًا.
- 2003: بريت إليس يقتل باتريك بيتمان من خلال كتابة تقرير عن القاتل المتسلسل المحاصر في حريق رصيف. انظر لونار بارك .